# Centurion (film)
Centurion är en brittisk actionfilm från 2010 regisserad av Neil Marshall.

## Handling
En grupp soldater i den romerska armén kämpar för sina liv bakom fiendens linjer efter att i stort sett hela deras legion blivit utplånad i en hänsynslös gerillaattack.
Filmen är baserad på verkliga händelser om den Nionde legionen vars uppdrag var att utplåna pikterna år 117 e.Kr. Uppdraget misslyckades på grund av ett bakhåll som inträffade när legionen var på väg mot Skottland.

## Rollista
| Michael Fassbender | – Quintus Dias          |
| Dominic West       | – Titus Flavius Virilus |
| Olga Kurylenko     | – Etain                 |
| Noel Clarke        | – Macros                |
| Dave Legeno        | – Vortix                |
| Axelle Carolyn     | – Aeron                 |
| David Morrissey    | – Bothos                |
| JJ Feild           | – Thax                  |
| Riz Ahmed          | – Tarik                 |
| Liam Cunningham    | – Brick                 |
| Imogen Poots       | – Arianne               |